# بيانورو
بيانورو (بالإيطالية: Pianoro)‏ هي بلدية في مقاطعة بولونيا في إقليم إميليا رومانيا الإيطالي.

## السكان
في سنة 1861 بلغ عدد السكان 5٬256 نسمة، وتطور العدد ليصل في سنة 2011 لـ 16٬890 نسمة.
يظهر هذا المخطط البياني تطور النمو السكاني لـ بيانورو